# Carlos María Ariz Bolea
Carlos María Ariz Bolea CMF (ur. 6 grudnia 1928 w Marcilla, zm. 29 sierpnia 2015) – hiszpański duchowny katolicki posługujący w Panamie, wikariusz apostolski Darién 1981–1988 i biskup diecezjalny Colón-Kuna Yala 1988–2005.

## Życiorys
Święcenia kapłańskie otrzymał 28 czerwca 1953.
22 lipca 1981 papież Jan Paweł II mianował go wikariuszem apostolskim Darién. 21 listopada 1981 z rąk arcybiskupa Blasca Francisca Collaço przyjął sakrę biskupią. 15 grudnia 1988 mianowany na biskupa diecezjalnego Colón-Kuna Yala. 18 czerwca 2005 ze względu na wiek zrezygnował z zajmowanej funkcji.